# Orfelia gruevi
Orfelia gruevi is een muggensoort uit de familie van de Keroplatidae. De wetenschappelijke naam van de soort is voor het eerst geldig gepubliceerd in 2002 door Bechev.